# Жуково (Палехский район)
Жу́ково — деревня в составе Сакулинского сельского поселения Палехского района Ивановской области.

## География
Деревня находится на востоке Палехского района, в 14 км (19,7 км по автодорогам) к востоку от Палеха, рядом с селом Сакулино.

## Население
| 1859 | 1905 | 2010 |
| ---- | ---- | ---- |
| 166  | →166 | ↘40  |